# 霍德利角
66°28′S 99°56′E / 66.467°S 99.933°E
霍德利角是南極洲的海岬，位於瑪麗皇后地，在1912年11月由澳大利亞的探險家率領的探險隊發現，以該隊的地質學家命名，現時由南極條約體系管理。